# Barbara Scherle
Barbara Scherle (* 23. Januar 1972 in Schwabmünchen) ist eine deutsche Journalistin und Fernsehmoderatorin.

## Leben
Barbara Scherle ist Diplom-Ökonomin mit den Schwerpunkten Wirtschaftspolitik, Umweltökonomie und Wirtschaftspsychologie und absolvierte ein Fernsehvolontariat bei Sat.1 Süd in Augsburg und München. Die Nachrichten-Journalistin moderierte bis Ende 2022 die kabel eins news. Seit 2023 ist sie Chefin vom Dienst im Hauptstadtbüro von ProSiebenSat.1 TV Deutschland. Barbara Scherle hat viele Jahre als CvD, Moderatorin und Planungsredakteurin beim Nachrichtensender N24 gearbeitet. Von 2012 bis 2015 gehörte sie zusätzlich zum Moderatorenteam der Deutschen Welle und präsentierte das Wirtschaftsmagazin Made in Germany. Für das Deutsche Rote Kreuz arbeitete sie als Pressesprecherin, unter anderem auf Sri Lanka nach der Tsunami-Katastrophe. Bis 2015 war sie Lehrbeauftragte an der Musikhochschule Karlsruhe und unterrichtete im Studiengang KulturMediaTechnologie das Fach Nachrichten.
Barbara Scherle moderiert verschiedene Veranstaltungen von Podiumsdiskussionen bis Preisverleihungen. Schwerpunkte sind die Themen Nachhaltigkeit und Klimaschutz. 
2021/2022 war Scherle Mentorin im Mentoring-Programm für Frauen in Kultur&Medien des Deutschen Kulturrates. Sie unterstützt startsocial e. V. und ist Jurymitglied für den Ulrich Wickert Preis für Kinderrechte.